# Domenico Piola

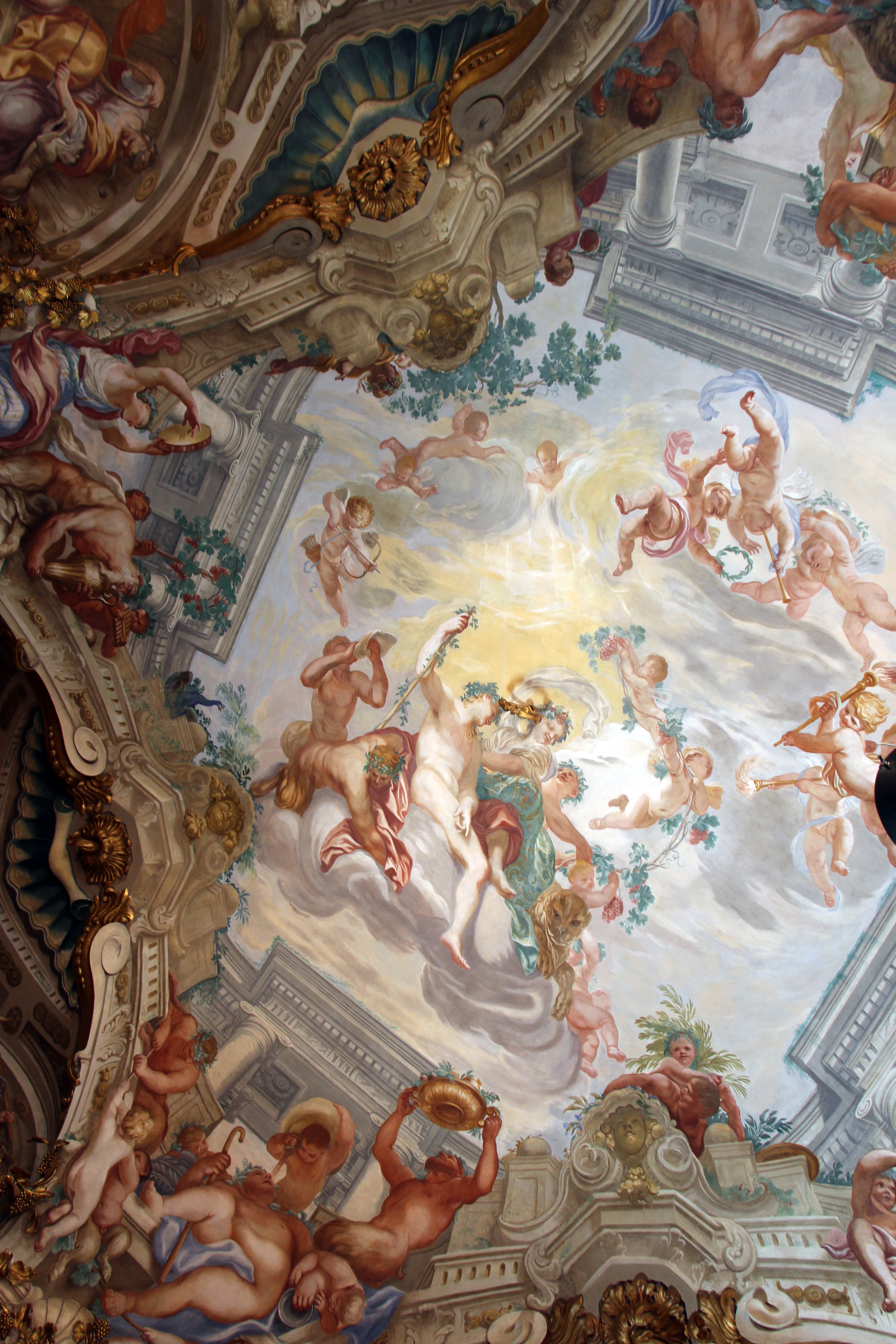
Domenico Piola: Allegorie des Herbstes (zusammen mit Sebastiano Monchi und Antonio Haffner), Deckenfresken im Palazzo Ridolfo e Giovanni Francesco Brignole Sale (Palazzo Rosso), Genua

Domenico Piola (auch Domenico Genovese; * 1627 in Genua; † 8. April 1703 ebenda) war ein italienischer Maler, Freskant und Zeichner des Barock und bedeutendstes Mitglied einer bekannten Künstlerfamilie. Er war einer der Hauptvertreter der hochbarocken Malerei in Genua und Begründer der sogenannten casa Piola in der Salita San Leonardo, der wichtigsten Künstlerwerkstatt der ligurischen Hauptstadt ab der Mitte des 17. Jahrhunderts.

## Leben
Domenico war eins von sieben Kindern des Schneiders Paolo Battista Piola und der Maddalena Zerbi di Giacomo. Laut Ratti wurde er 1628 geboren, was durch ein Dokument vom 10. Juli 1651 bestätigt wird, wo es heißt, dass er zu der Zeit 23 Jahre alt war – Mario Labò behauptete dagegen 1933 (offenbar ohne Fundament), Domenicos Geburtsjahr sei 1627 gewesen, was in einem Großteil der Literatur bis heute weiterverbreitet wurde.
Bereits zwei Brüder seines Vaters – Pier Francesco Piola (1565–1600) und Giovanni Gregorio Piola (1572–1625) – waren Maler, ebenso wie Domenicos Brüder Pellegro (1617–1640) und Giovanni Andrea Piola (1627 oder 1629–1681).
Seine malerische Ausbildung erhielt Domenico ab 1635 in der Werkstatt seines älteren Bruders Pellegro, und nach dessen tragischem frühen Tod im Jahr 1640 in der Werkstatt von Giovanni Domenico Capellino – wo er laut Ratti (1769, S. 30) vier Jahre blieb, aber laut eigener Aussage Piolas nur „für einige Monate“.

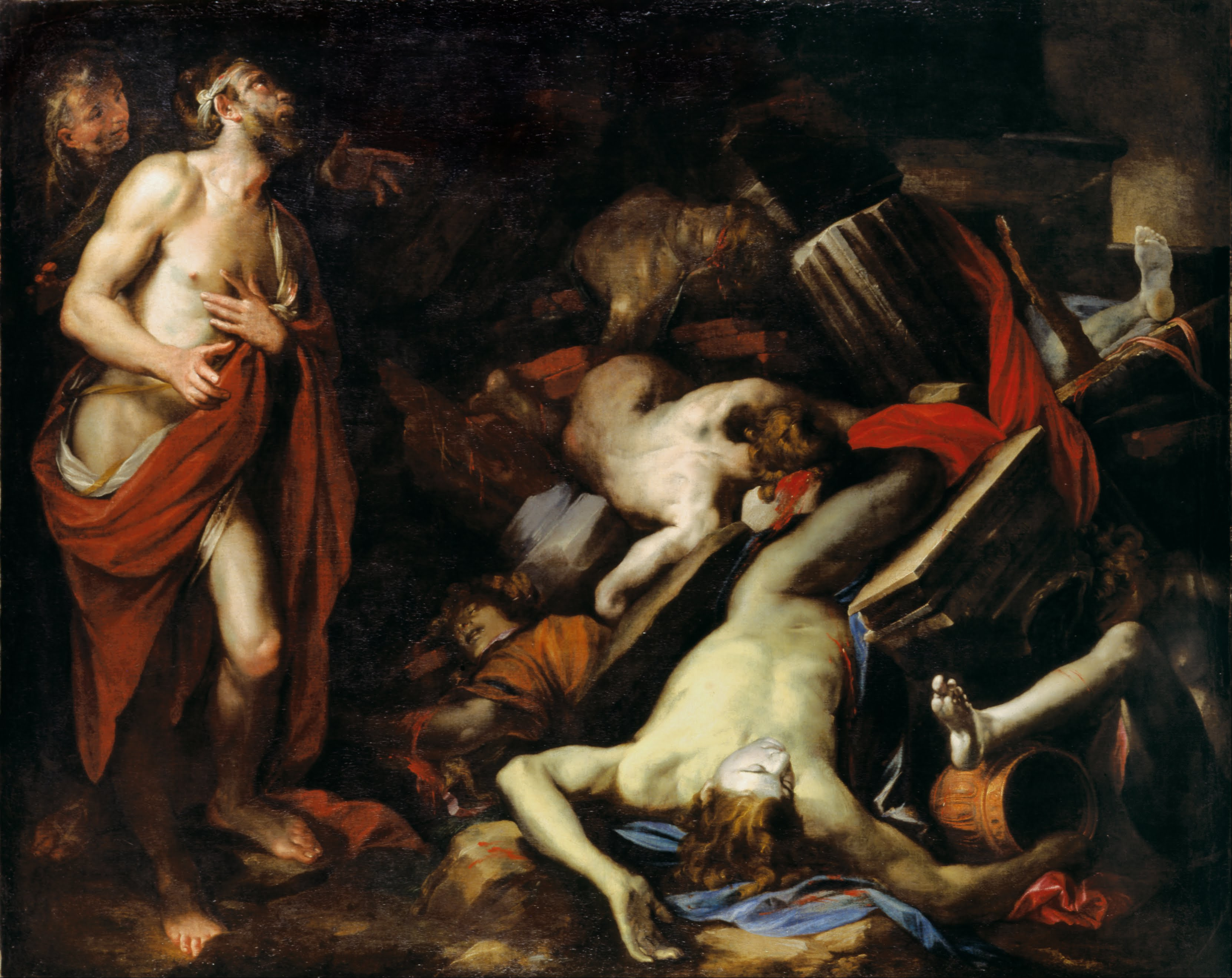
Hiob mit seinen toten Kindern, 1650, Museo de Bellas Artes, Bilbao

Laut Gavazza lässt sich für 1643 ein Studienaufenthalt des fünfzehnjährigen Domenico Piola in Rom nachweisen (Ezia Gavazza, 2013, S. 8), wo er Werke von Carracci und Pietro da Cortona, sowie die klassizistische Strömung nach Guido Reni, Domenichino und Lanfranco kennenlernen konnte. Zurück in Genua schloss er Freundschaft mit Valerio Castello, der ihn auch stilistisch beeinflusste, im Sinne einer Synthese der Malerei von Giulio Cesare Procaccini, Correggio, Parmigianino und Peter Paul Rubens.
Mitte der 1640er Jahre begann Domenico eine enge Zusammenarbeit mit dem Natur- und Tiermaler Stefano Camogli, der etwa zu dieser Zeit auch sein Schwager wurde.
Erste größere Aufträge erhielt er etwa ab Ende der 1640er Jahre, darunter Altarbilder für die Genueser Kirchen San Giacomo della Marina (1647) und die Santissima Annunziata del Vastato (um 1648), sowie Fassadenmalereien im Hafen von Genua.
Zu seinen erhaltenen Jugendwerken gehört die Darstellung von Hiob mit seinen toten Kindern im Museum in Bilbao, die er laut Signatur mit 22 Jahren malte (D. Piola annorum XX.II). Der gleichen Epoche wird der bekannte Wagen der Sonne im Palazzo Ridolfo e Giovanni Francesco Brignole Sale (Palazzo Rosso) zugeordnet, den er allerdings Jahrzehnte später überarbeitete.
1653 heiratete er Maddalena, Tochter des Andrea Varzi. Von ihren zahlreichen gemeinsamen Kindern wurden Anton Maria (1654–1715), Paolo Gerolamo (1666–1724) und Giovanni Battista (1670–1728) ebenfalls Maler und arbeiteten später mit ihrem Vater zusammen in der familiären Werkstatt.

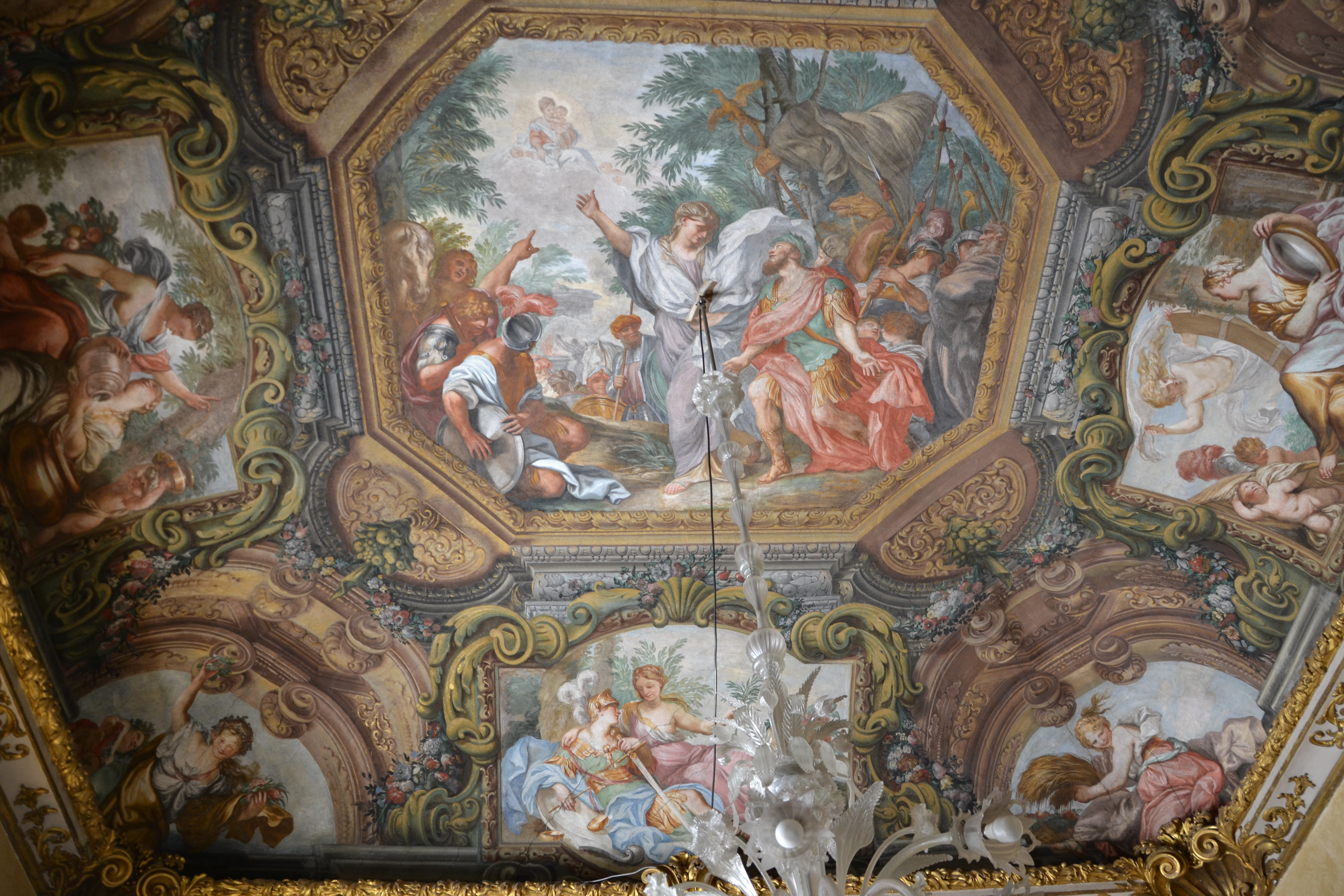
Die Sibylle zeigt Augustus eine Erscheinung der Maria mit dem Jesuskind, um 1668, Deckenfresko im Palazzo Pantaleo Spinola, Genua

Zu Beginn der 1650er Jahre arbeitete Domenico Piola an Fresken in der heute zerstörten Kirche San Domenico (Fragmente heute im Museo dell’Accademia Ligustica, Genua). Etwa zur gleichen Zeit entstanden verschiedene Werke für Ansaldo Pallavicino, darunter insbesondere die Fresken in der Galerie des heutigen Palazzo Spinola di Pellicceria, sowie einige Gemeinschaftsarbeiten zusammen mit seinem Schwager Camogli.
In den 1650er Jahren schuf Piola gemeinsam mit Valerio Castello einige große Dekorationen in der Cappella De Marini, in der Kirche Santa Marta – wo er ein Chorfresko mit der Anbetung der Hirten malte –, und in der Villa des Giovanni Battista Balbi allo Zerbino, wo er teilweise auch mit dem Quadraturmaler Andrea Sighizzi zusammenwirkte und dadurch illusionistische Effekte erzielte, wie sie von den Bologneser Malern Agostino Mitelli und Angelo Michele Colonna etwa um diese Zeit in Genua eingeführt wurden. Piola lehnte sich in seiner Malerei deutlich an den anmutigen Stil von Castello an, aber mit einem stärker betonten Disegno. Weitere Inspirationen bezog Piola aus Werken von Giovanni Benedetto Castiglione, genannt „il Grechetto“.
Um 1657–58 wirkten Piola und Valerio Castello gleichzeitig im Palazzo des Francesco Maria Balbi (heute: Palazzo Balbi-Senarega), und nach dem plötzlichen Tode seines Freundes im Februar 1659 übernahm Piola die Fertigstellung einiger Aufträge, die Castello nicht mehr zu Ende führen konnte, insbesondere Fresken in der Kirche Santa Maria in Passione und an der Fassade des Palazzo Sauli an der Piazza San Genesio.

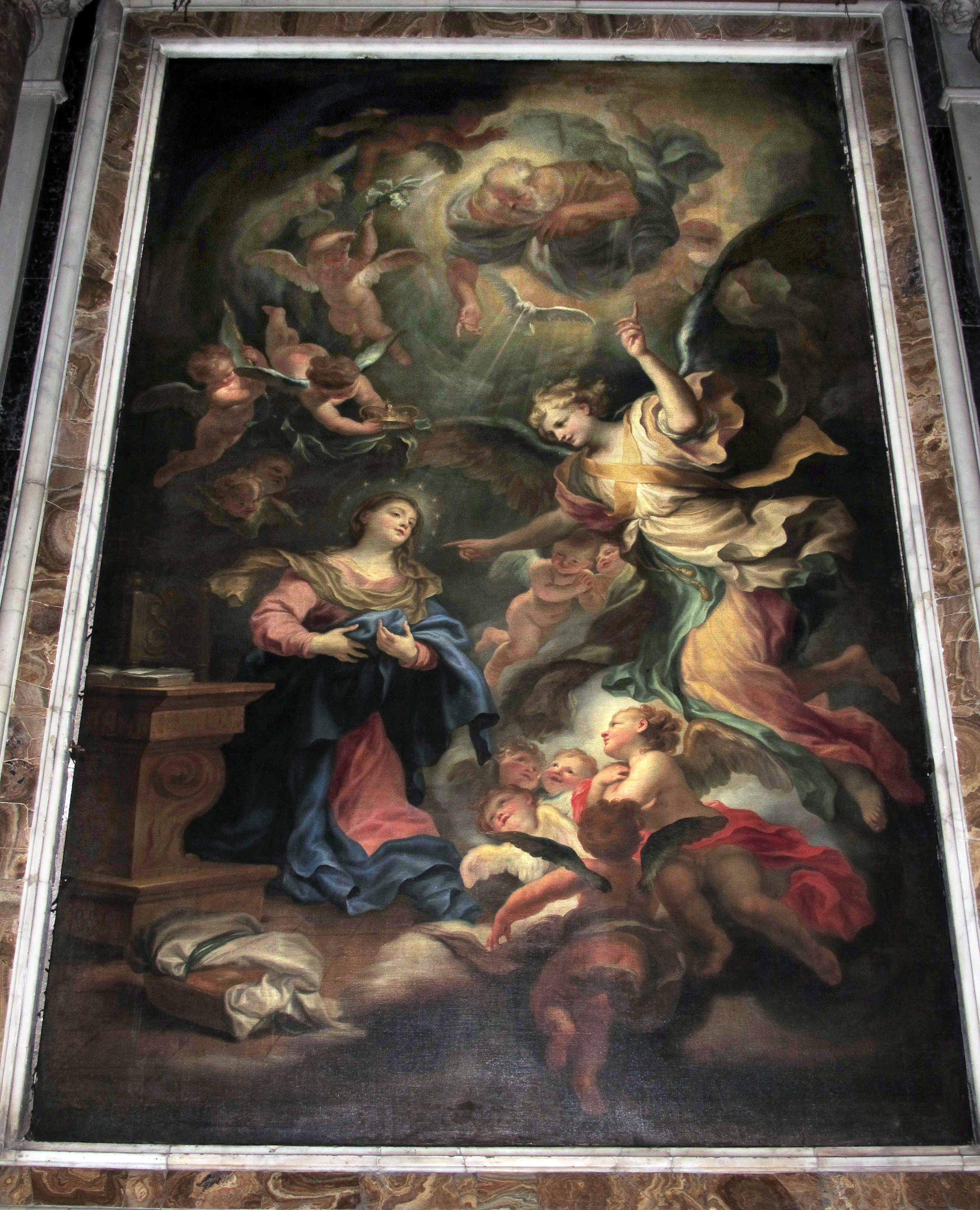
Verkündigung, Öl auf Leinwand, 1679, SS. Annunziata del Vastato, Genua

Ab etwa 1660 entwickelte Domenico Piola einen „neuen Stil“ von theatralischer Wirkung, klarer Zeichnung und mit einer reichen und pastosen Farbpalette, der von seinem Biografen Ratti als „ganz weich und lieblich und von so delikatem Impasto“ beschrieben und mit der maniera des Pietro da Cortona verglichen wurde.
Frühe Beispiele für diesen Stil sind Der Hl. Thomas von Aquin mit dem Kruzifix, den Piola 1660 für die Kirche San Domenico malte (heute in der Santissima Annunziata del Vastato, Genua), und die 1661 fertiggestellte große Lünette mit der Ruhe auf der Flucht nach Ägypten im Chor der Chiesa del Gesù (Genua).
Schon ab 1650 schuf er immer wieder Zeichnungen als Vorlagen für Kupferstiche verschiedener Publikationen, nicht zuletzt auch eine von Giorgio Tasnière gestochene Allegorie der Künste als Frontispiz für Raffaele Sopranis 1674 in Genua veröffentlichtes Buch: Vite de’ pittori, scultori et architetti genovesi… („Das Leben von Malern, Bildhauern und Architekten aus Genua“).
Während seiner jahrzehntelangen erfolgreichen Laufbahn hinterließ Domenico Piola zahlreiche bedeutende Fresken und Altarbilder in den Kirchen Genuas, unter anderem in Santa Maria di Castello, San Siro, in der Santissima Annunziata del Vastato, in der Chiesa del Gesù, in San Leonardo, Sant’Andrea und Santi Gerolamo e Francesco Saverio (siehe unten Werkliste). Manche Bilder aus mittlerweile zerstörten Kirchen befinden sich heute in den Museen Genuas und an anderen Orten.
Er pflegte zahlreiche gute Beziehungen zu anderen Künstlern, beispielsweise zu dem berühmten Bildhauer und Schnitzer Filippo Parodi, der 1667 nach Entwürfen von Piola (die sich heute im Musée des arts décoratifs in Paris befinden) die geschnitzten Dekorationen für ein Schiff namens Paradiso schuf; 1680 bemalte Piola eine holzgeschnitzte Skulptur des Toten Christus von Parodi für die Kirche San Luca. Das freundschaftliche Verhältnis zu dem Bildhauer bezeugt auch die Tatsache, dass Piola 1672 Taufpate für Parodis Sohn Domenico war; auch einen Sohn des Quadraturmalers Paolo Brozzi hielt Piola am 23. Mai 1669 über das Taufbecken.

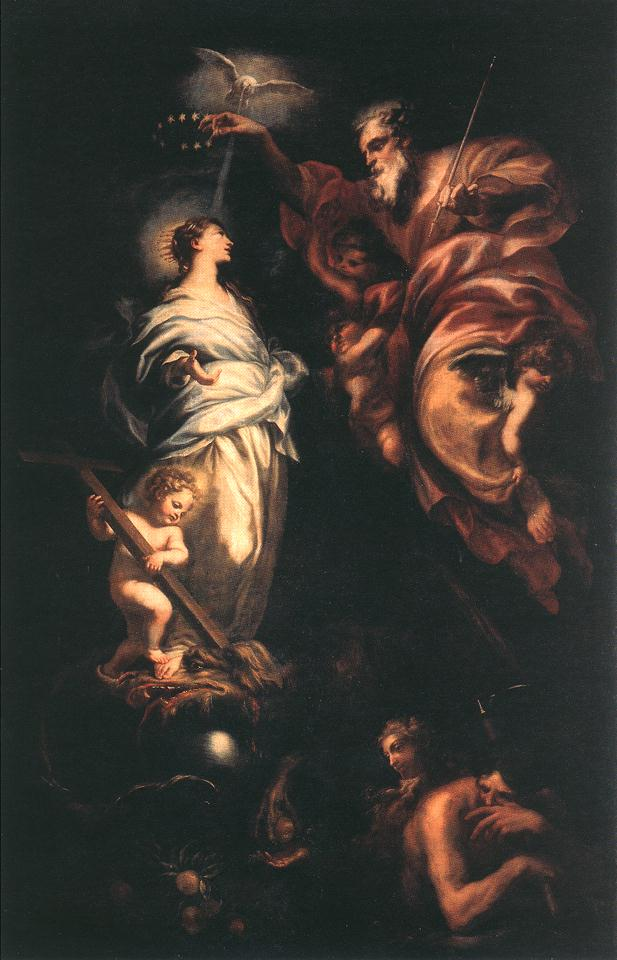
Maria Immaculata, 345 × 221 cm, Öl auf Leinwand, 1683, SS Annunziata del Vastato, Genua

Am 25. November 1674 heiratete Piolas Tochter Margherita den Maler Gregorio De Ferrari, der einer der wichtigsten Mitarbeiter in der ‘casa Piola’ wurde. Beispielsweise führte De Ferrari (vermutlich nach Entwürfen seines Schwiegervaters) einen Auftrag für ein Deckenfresko in der Kapelle des Hl. Andreas in San Siro (Genua) aus, für das Piola 1677 die Bezahlung entgegennahm.
Außer für adlige und kirchliche Mäzene in Genua wirkte Domenico Piola auch für das Haus Savoyen in Turin, die im selben Jahr 1674 den Maler Domenico Genovese, für Arbeiten für die Bühne des Theaters der Venaria Reale bezahlten (Baudi di Vesme, 1966, S. 496), und 1675 für Entwürfe zu malerischen Dekorationen im Palazzo Reale (Turin).
Nach der Wahl des Luca Maria Invrea zum Dogen von Genua am 13. August 1681 bekam er den ehrenvollen Auftrag, das offizielle Porträt zu malen, von dem eine Replik in einer Privatsammlung erhalten ist.
Laut Ratti übernahm Domenico Piola nach dem Tode von Giovanni Battista Carlone (1683 oder 1684) die von diesem begonnene Dekoration in der Kirche San Sebastiano, aber die erhaltenen Fragmente im Museo di Sant’Agostino (Genua) scheinen auf einen früheren Zeitpunkt hinzudeuten.
Während der Bombardierung Genuas durch die Franzosen zwischen dem 17. und dem 28. Mai 1684 wurden Haus und Werkstatt der Piola schwer beschädigt und Domenico fand mit seiner Familie Unterschlupf in der Villa Balbi allo Zerbino. Im Sommer 1684 begann er gemeinsam mit seinen Söhnen Anton Maria und Paolo Gerolamo, sowie mit Rolando Marchelli und anderen Mitgliedern seiner Werkstatt eine Kunstreise durch ausgewählte Städte Norditaliens, darunter Mailand, Bologna, Bergamo, Venedig, Parma, Piacenza und Asti. Laut Ratti schlug Piola in Mailand einen Auftrag für eine Palast-Dekoration aus, um seine Reise fortsetzen zu können, malte aber mit seinen Mitarbeitern in Piacenza Fresken in der Galerie des Palazzo Baldini und im Chor der Kirche Santa Maria di Torricella. Ebenfalls in Piacenza schuf er für Ranuccio II. Farnese zwei Ölbilder für einen Zyklus über Alessandro Farnese. 1685 bemalte er in der Kathedrale von Asti den Chorraum mit Fresken (Ratti, 1769, S. 44).
Nach seiner Rückkehr nach Genua 1686 arbeitete er zunächst in der Kirche San Leonardo und war mit Restaurierungen von durch die Bombardierungen entstandenen Schäden in verschiedenen Bauten beschäftigt, unter anderem in der Cappella della Vigne der gleichnamigen Kirche und im Palazzo Fieschi Raveschieri Negrone.

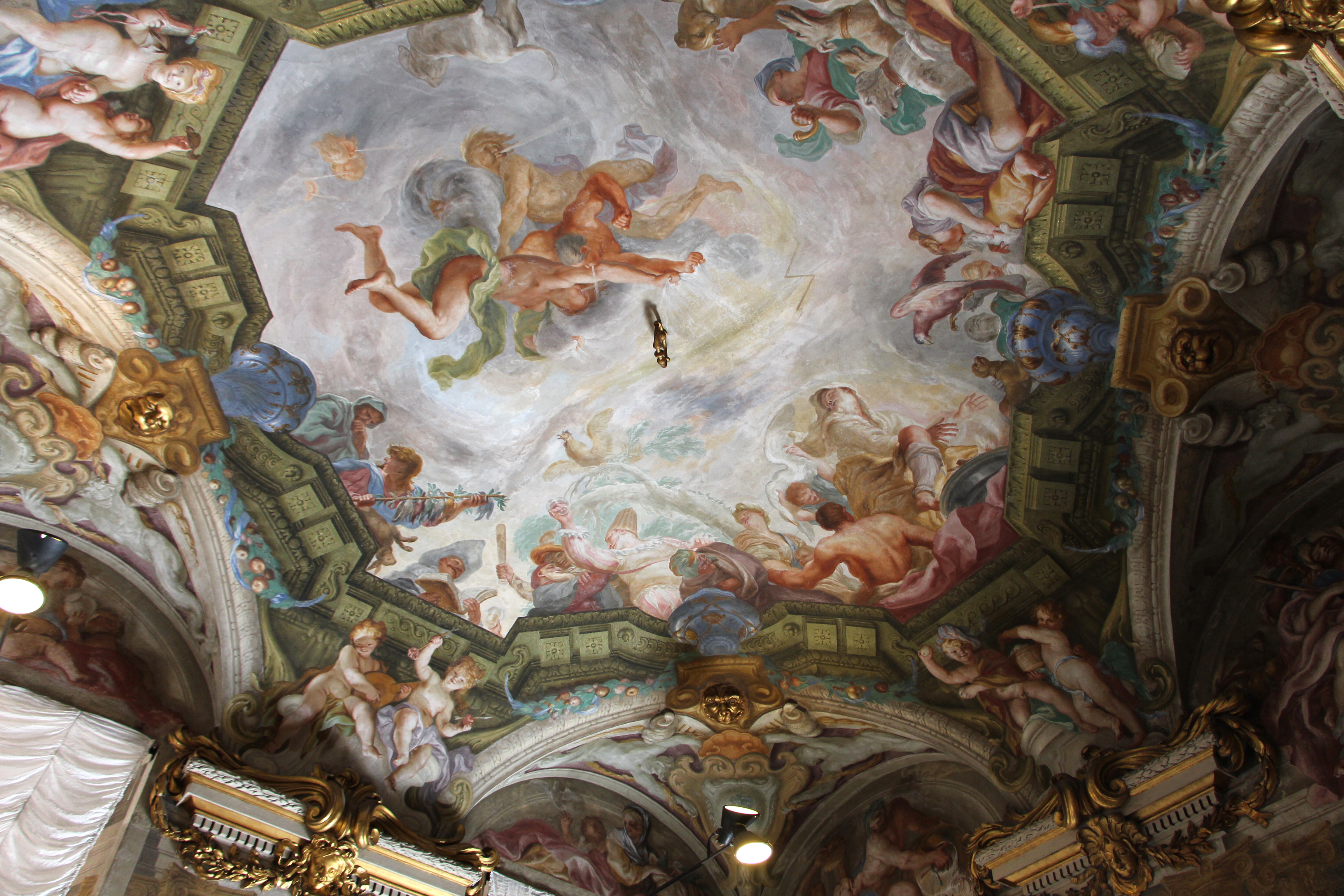
Allegorie des Winters (mit Niccolò Viviano), Deckenfresken im Palazzo Rosso, Genua

Zu den Hauptwerken Domenico Piolas gehören die Fresken, die er für Giovanni Francesco Brignole-Sale neben Gregorio De Ferrari in den Jahreszeiten-Salons im Palazzo Ridolfo e Giovanni Francesco Brignole Sale (Palazzo Rosso) schuf; dabei arbeiteten sie zusammen mit dem Quadraturmaler Sebastiano Monchi aus Bologna und dem lombardischen Stuckateur Giacomo Muttone. Piola selber malte die allegorischen Deckenfresken von Herbst und Winter, für die er am 4. März 1688 bezahlt wurde.
Um dieselbe Zeit schuf er die Entwürfe für den Baldachin des Dogen in der Sala del Maggior Consiglio im Palazzo Ducale von Genua, wofür er im Mai 1689 bezahlt wurde.
Zwischen 1690 und 1695 malte Piola mehrere Bilder für den in Rom lebenden Niccolò Maria Pallavicini, darunter insbesondere das in diversen Briefwechseln lobend erwähnte Gemälde Alexander der Große und die Familie des Darius sowie eine Hl. Maria Magdalena, für die er großzügig entlohnt wurde.
Ein bedeutendes Spätwerk ist das Gemälde Der hl. Petrus heilt einen Krüppel (1694) in der Kirche Santa Maria in Carignano.

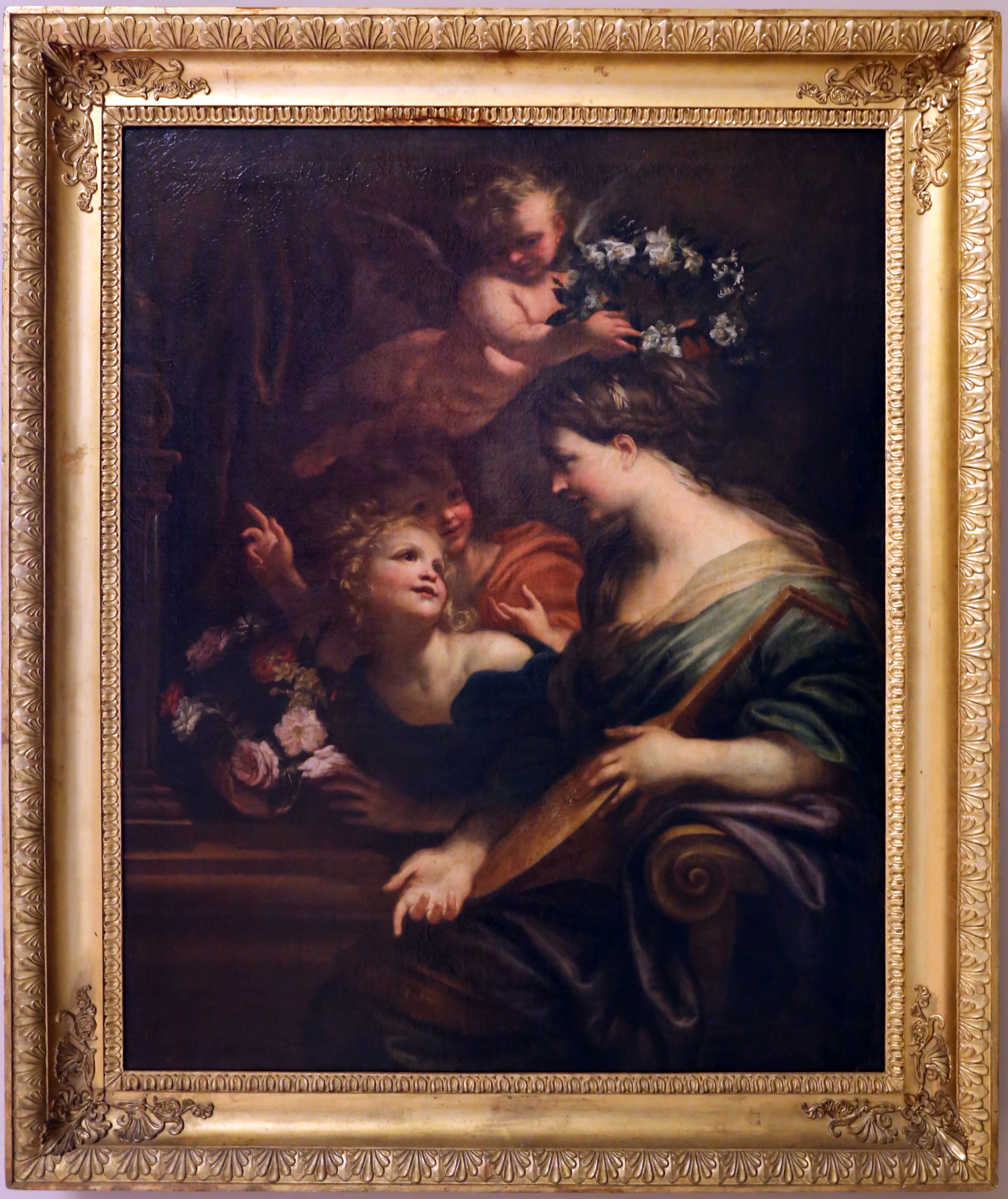
Allegorie der Musik, Öl auf Leinwand, ca. 1680–90, Palazzo dei Musei (Galleria Estense), Modena

Die Freskendekorationen in der Kirche San Luca (Genua) entstanden zwischen 1681 und 1690 (oder 1695 ?) unter starker Mitwirkung seiner Söhne Anton Maria und Paolo Gerolamo Piola.
Als Domenico Piola am 10. Februar 1699 in einem Prozess, der von dem Finanzmann Ottavio De Ferrari gegen den Maler Giovanni Lorenzo Bertolotto geführt wurde, in den Zeugenstand berufen wurde, wurden auch zahlreiche andere Künstler befragt, von denen die meisten seine Schüler waren, darunter seine Söhne Paolo Gerolamo und Anton Maria Piola, sein Schwiegersohn Gregorio De Ferrari, sowie die Maler Giovanni Ambrogio Camogli, Nicolò Maria Vaccaro, Rolando Marchelli und Nicolò Micone.
Im Frühjahr desselben Jahres 1699 lieferte er einige Bozzetti für die Sala del Maggior Consiglio im Palazzo Ducale von Genua, doch diesmal zog man ihm den Bologneser Marcantonio Franceschini vor.
Piola wurde auch verschiedentlich als Gutachter herangezogen, um den Wert von Gemälden anderer Künstler zu schätzen, beispielsweise von Giovanni Carlo Imperiale Lercari (1678), Francesco Torriglia und Marcantonio Grillo (1679), Anton Maria Casoni (1697), Carlo Spinola (1700) und Paolo Maria Crocco (1701).
Domenico Piola starb am 8. April 1703, während er an dem Bild Der Hl. Luigi Gonzaga in Anbetung der Hostie für die Genueser Kirche Santi Gerolamo e Francesco Saverio arbeitete (Ratti, 1769, S. 47), und wurde in der Familiengruft in der Kirche Sant’Andrea in Genua bestattet.
Die florierende casa Piola wurde von Paolo Gerolamo Piola, dem begabtesten der Söhne Domenicos, übernommen und weitergeführt.

## Bildergalerie

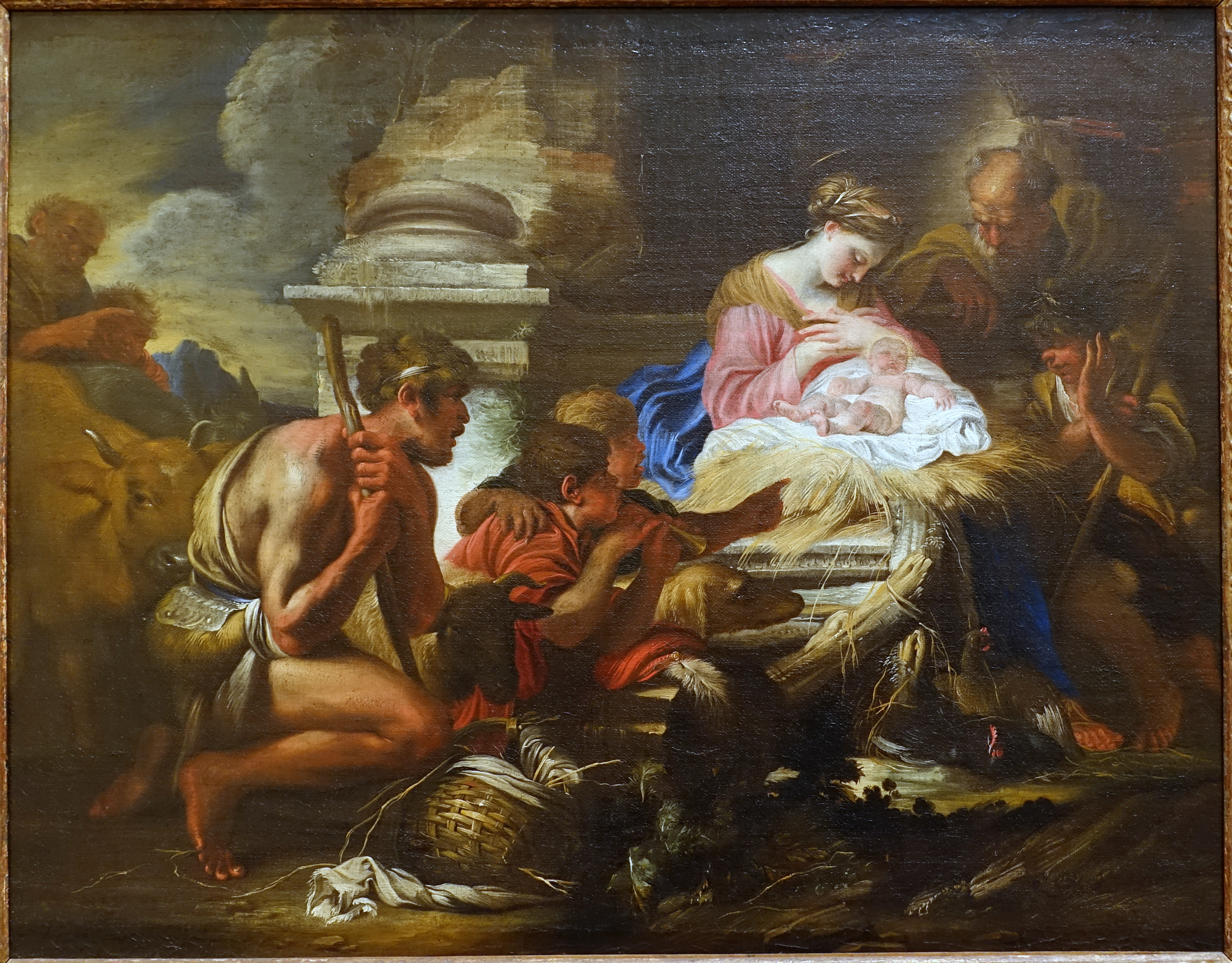
Anbetung der Hirten, Öl auf Leinwand, ca. 1650–1655, Blanton Museum of Art, Austin (Texas)
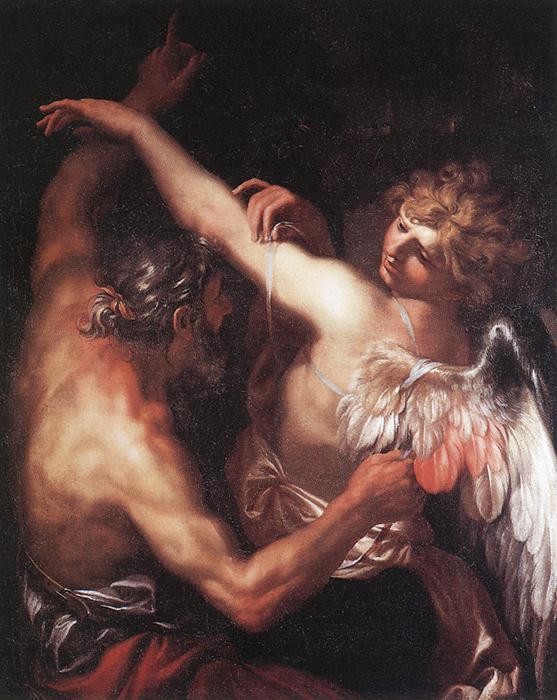
Daedalus und Ikarus, Öl auf Leinwand, ca. 1670, Privatsammlung
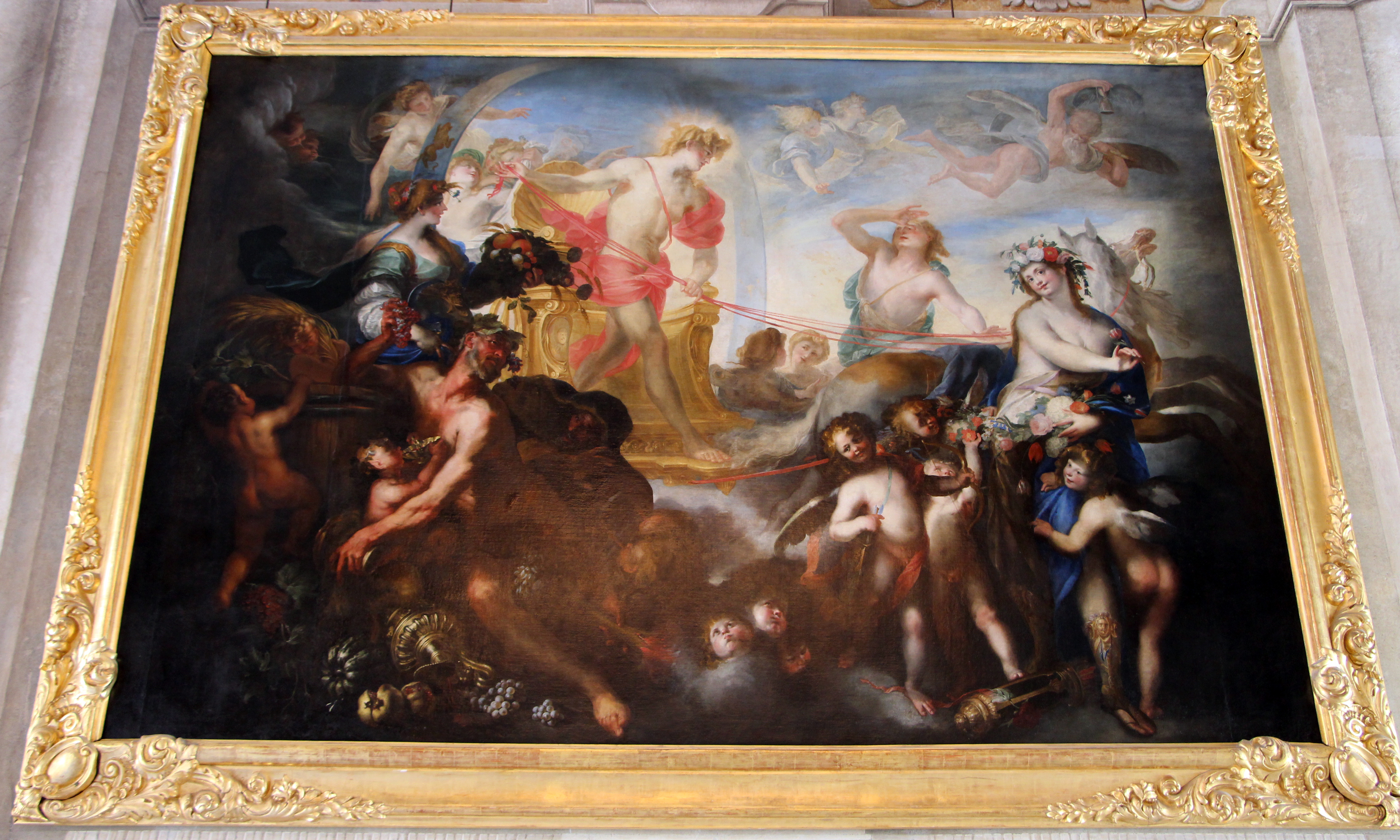
Der Wagen der Sonne und die Jahreszeiten (mit Stefano Camogli), um 1655 und 1680, Palazzo Rosso, Genua
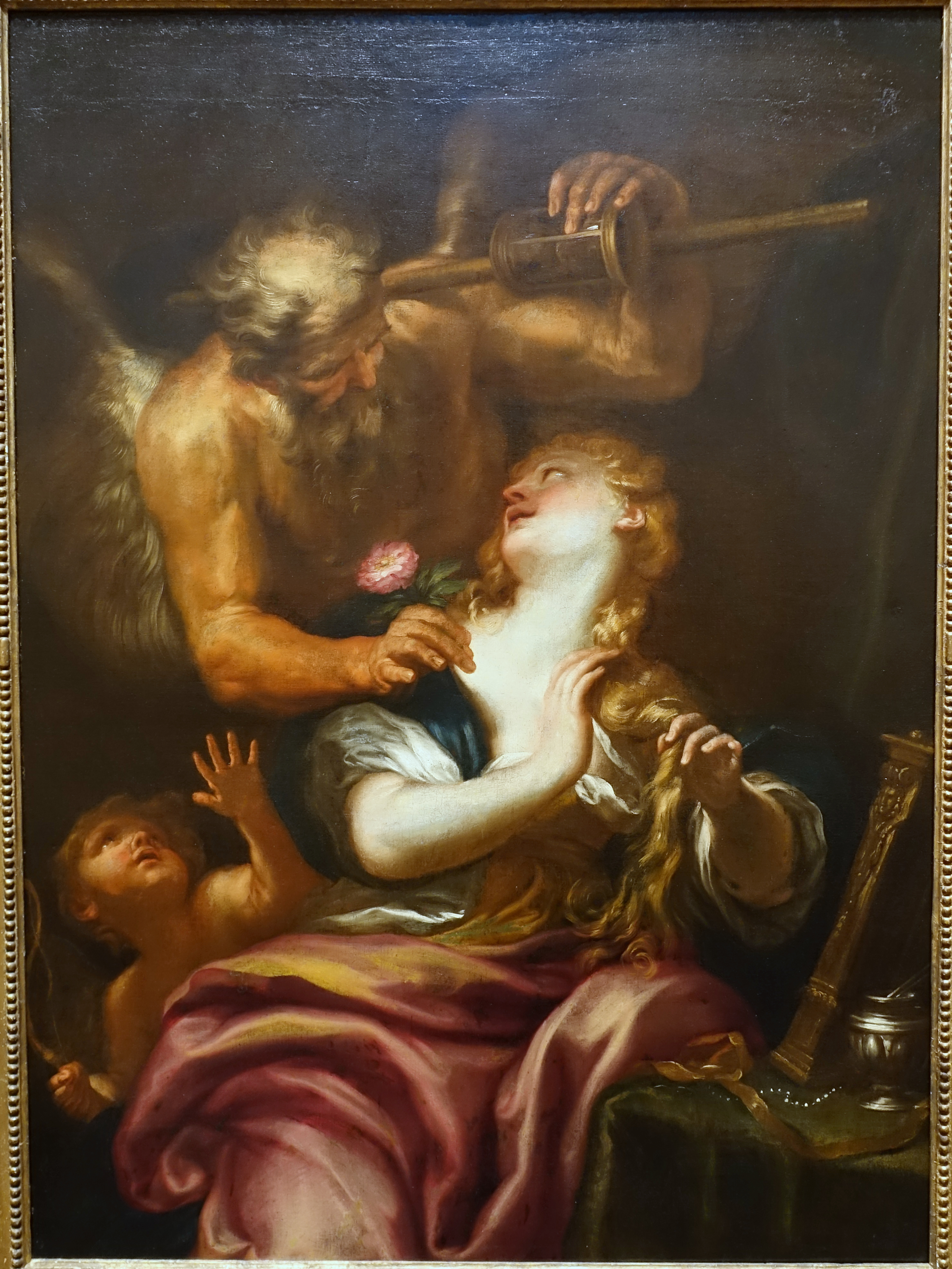
Allegorie der Jugend, Öl auf Leinwand, ca. 1680, Blanton Museum of Art, Austin (Texas)
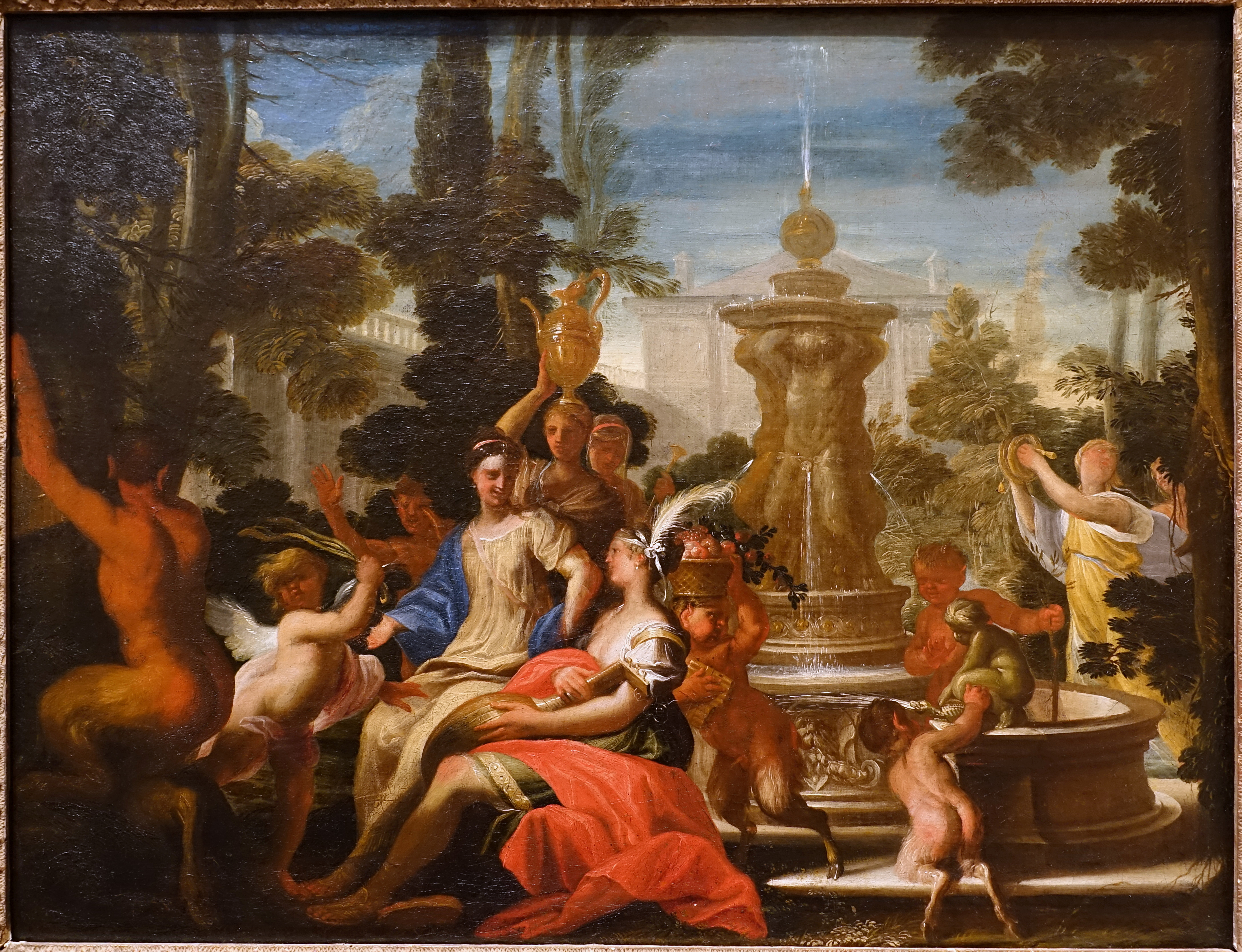
Allegorisches Sujet in einem Garten, Öl auf Leinwand, um 1690, Blanton Museum of Art, Austin (Texas)

## Werke (Auswahl)

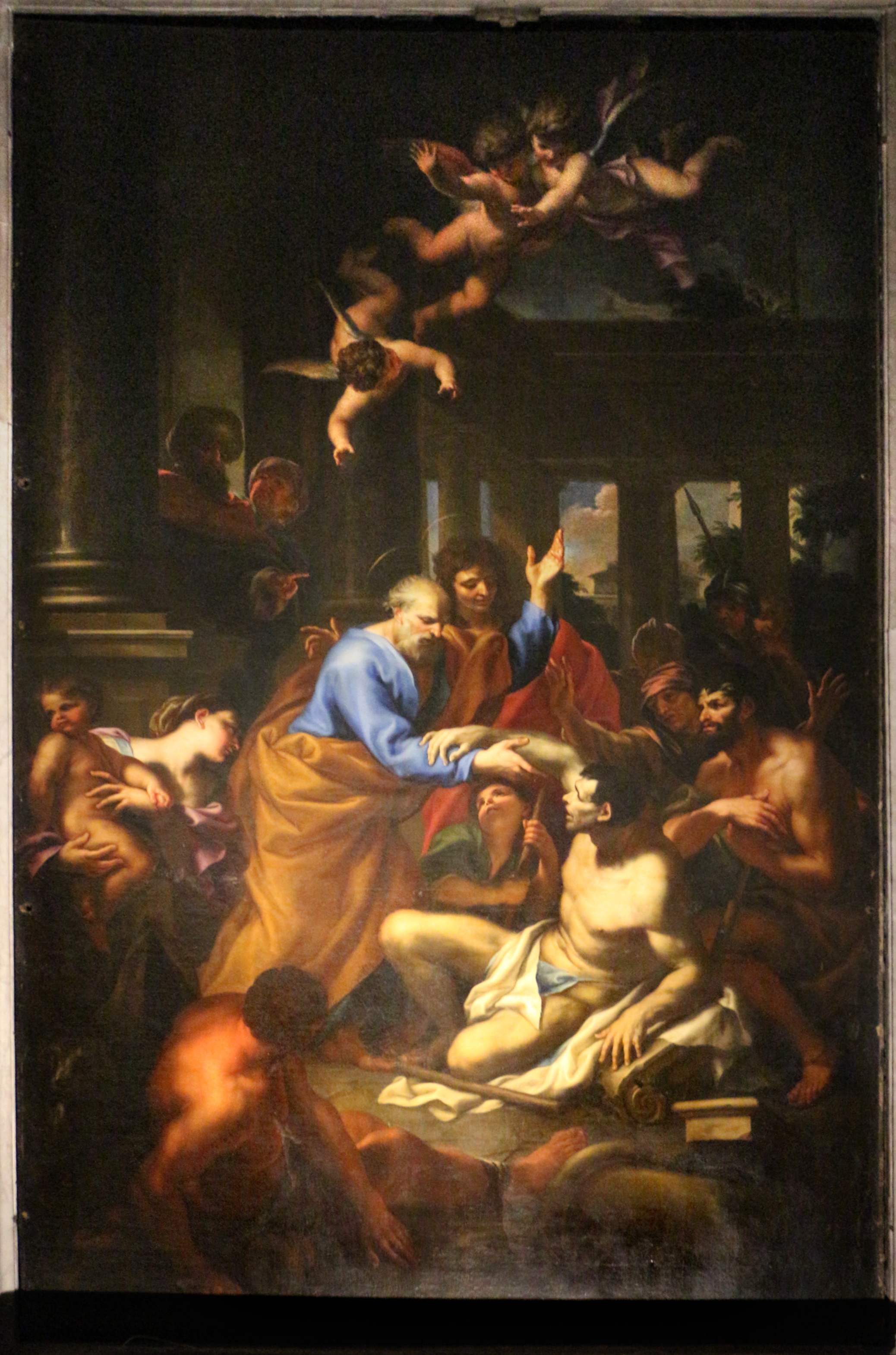
Der Hl. Petrus heilt einen Krüppel, Öl auf Leinwand, 1694–96, Santa Maria in Carignano, Genua

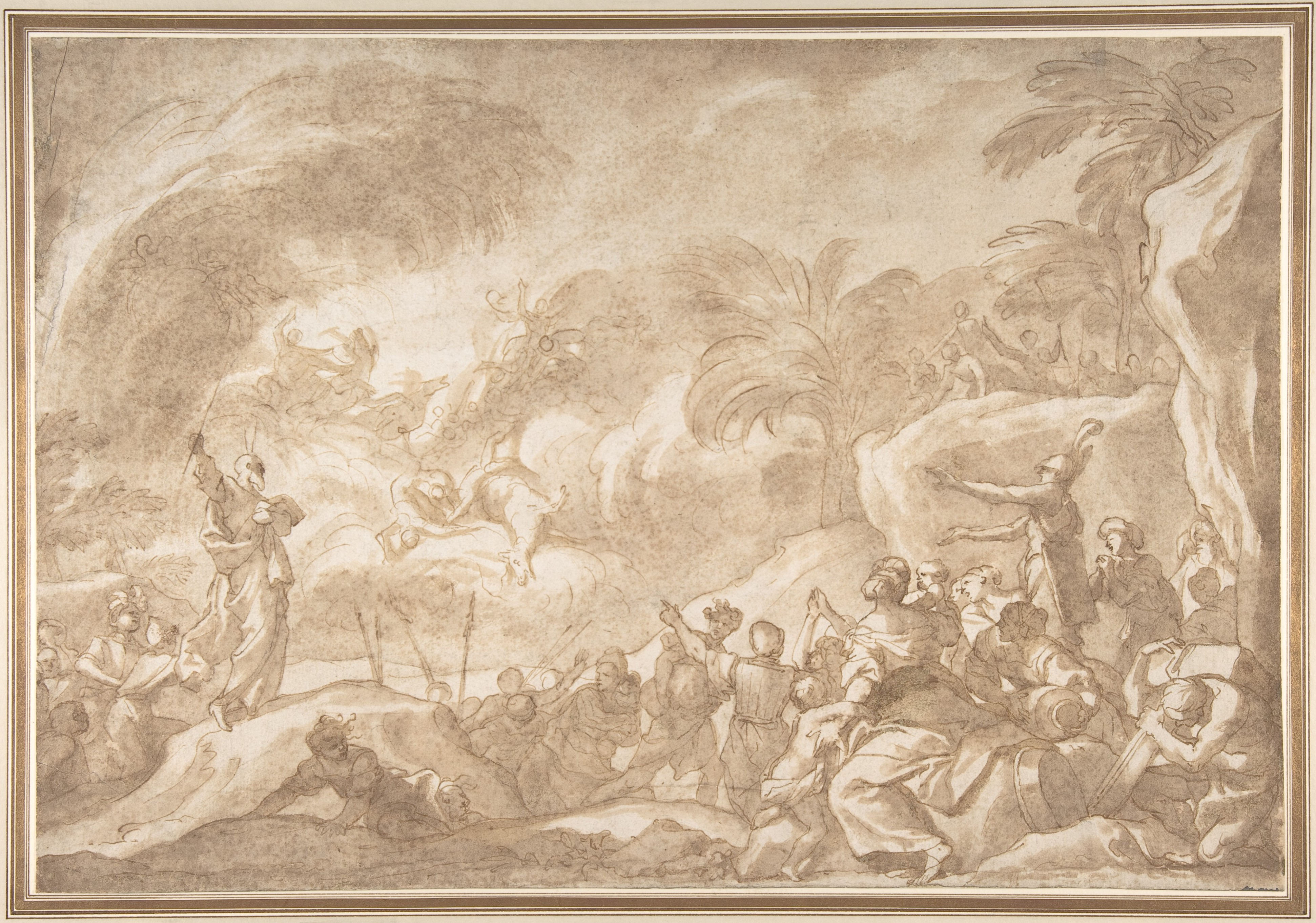
Moses und das auserwählte Volk nach der Durchquerung des Roten Meeres, Metropolitan Museum, New York

### Gemälde
- Martyrium und Glorie des Hl. Jakob, 1647, Oratorio di San Giacomo della Marina, Genua
- Letztes Abendmahl, signiert und datiert 1649, (urspr. für das Refektorium der Augustiner in Pieve di Teco) Museo diocesano, Albenga
- Hiob mit seinen toten Söhnen, signiert: D. Piola annorum XX.II (1650), Bilbao, Museo de bellas artes
- Der Wagen der Sonne (und die Kahreszeiten) (ca. 1655, überarbeitet 1680), Palazzo Rosso, Genua
- Geburt Christi, Kirche San Francesco, Recco
- Madonna mit dem Hl. Simon Stock, ca. 1657, Kirche Nostra Signora del Carmine, Genua
- Fresken in der Cappella De Marini (zusammen mit Valerio Castello)
- Fresken (u. a. Anbetung der Hirten), Kirche Santa Marta, Genua (zusammen mit Valerio Castello)
- Deckenfresken in der Villa des Giovanni Battista Balbi allo Zerbino (um 1657; zusammen mit Valerio Castello)
- Freskendekor im Palazzo Balbi-Senarega, Genua, 1657–58
- Fresken in der Kirche Santa Maria in Passione, Genua (1659; zusammen mit Valerio Castello)
- Dekoration der Orgelflügel in Santa Maria Assunta di Carignano, Genua (1659; zusammen mit dem Quadraturisten Paolo Brozzi)
- Der Hl. Thomas von Aquino mit dem Kruzifix, 1660 (früher in San Domenico), heute in der Santissima Annunziata del Vastato, Genua
- Lünette mit Ruhe auf der Flucht nach Ägypten, 1661, im Presbyterium der Chiesa del Gesù
- Madonna und Heilige in Anbetung der Trinität, signiert und datiert 1664, SS Pietro e Bernardo alla Foce, Genua
- Himmelfahrt Mariä, signiert und datiert 1664, Oratorio della SS. Annunziata, Spotorno
- Freskendekor im Chor von SS. Gerolamo e Francesco Saverio, 1666–67, Genua (heute: Biblioteca universitaria)
- Madonna mit Kind und den Hl. Antonius von Padua und Franziskus, signiert und datiert 1667, SS. Annunziata a Spotorno
- Anbetung der Hirten (Bozzetto), Privatsammlung
- Madonna con Gesù Bambino, san Domenico e santa Caterina da Siena, signiert und datiert 1668, San Pietro di Novella bei Rapallo
- San Francesco Saverio spirante (Bozzetto), Palazzo Bianco, Genua
- Sant’Ignazio, 1668, Chiesa di San Siro, Campomorone (frazione Langasco)
- Madonna mit Kind und der Hl. Rosa von Lima, 1668–71, Santa Maria di Castello, Genua
- Madonna mit Kind und den Hl. Franziskus von Assisi und Dominikus, 1669 (urspr. für die Cappella Granello in San Domenico, Genua; später: Paul Getty Museum, Los Angeles), Chi Mei Museum, Taiwan
- Anbetung der Hirten, 1669, Oratorio der SS. Annunziata a Spotorno.
- 3 Allegorien zur Hochzeit der Doria-Pamphilj, signiert und datiert 1671, Palazzo del Principe, Genua
- Deckenfresken (u. a. Allegorie des Friedens und Die Sibylle zeigt Augustus eine Erscheinung der Maria mit dem Jesuskind), um 1668–69, Palazzo Pantaleo Spinola, Genua
- Die Hl. Antonio abate und Paulus der Eremit, signiert und datiert 1671, Gemeindekirche von Pietra Ligure
- Die Madonna-Königin mit Kind und dem Hl. Georg, 1671, in der Sala delle Compere im Palazzo San Giorgio, Genua
- 3 Bilder zum Leben des heiligen Kajetan (Der hl. Kajetan in Extase, Christus erscheint dem hl. Kajetan, der hl. Kajetan hilft Christus, das Kreuz zu tragen), 1671–74, Cappella di San Gaetano in der Kirche San Siro, Genua
- Taufe Christi, 1673, ehemals in der Chiesa della Natività, Garlenda (gestohlen !)
- Gewölbefresko der Cappella di Giovanni Battista Morando in der SS. Annunziata del Vastato, Genua
- Altarbild Maria Immaculata und Fresken (1683) in der Cappella dell’Immacolata in der Kirche SS. Annunziata del Vastato, Genua
- Freskendekor der Galerie im Palazzo Sauli De Mari, 1683
- Christus mit dem Kreuz erscheint dem Hl. Giovanni della Croce, nach 1675, Kirche San Carlo, Genua
- Christus mit dem Kreuz erscheint dem Hl. Giovanni della Croce, nach 1675, (früher in der Kirche Santa Teresa, Savona) Pinacoteca civica, Savona
- Enthauptung des Täufers, 1675, (früher in: San Giovanni Battista in Sampierdarena (Genua)) Sakristei von San Siro, Genua
- Jesus erscheint der seligen Caterina da Genova, nach 1675, Kirche SS. Nicolò ed Erasmo, Genua Voltri
- Himmelfahrt Mariä (Madonna assunta), 1676, San Giovanni Battista, Chiavari
- Die Hl. Maria Magdalena im Gebet, 1676–78, Oratorio di Santa Maria Maddalena, Laigueglia
- Himmelfahrt Christi, 1676, Kirche des Albergo dei Poveri, Genua.
- Madonna mit Kind und den Hl. Dominikus und Franziskus von Assisi, 1679, Kirche San Giovanni Battista, Bastia
- Vier Allegorien der Sieben freien Künste, 1679, Privatsammlung
- Verkündigung, 1679, Cappella dell’Annunciazione in der Kirche SS. Annunziata del Vastato, Genua
- Fresko Bacchus und Ariadne, 1679, Palazzo Centurione, Genua
- Die Hl. Rosalia, Gervasio und Protasio bitten die Heiligste Dreifaltigkeit für die Seelen im Purgatorium, nach 1680, Chiesa dei Santi Gervasio e Protasio, Rapallo
- Madonna mit Kind und den Hl. Anna und Franz Xaver, nach 1680, Santo Stefano, San Remo
- Madonna der Barmherzigkeit, nach 1680, (früher in der Cappella della Crocetta, Savona) Privatsammlung
- Madonna mit Kind und der Hl. Caterina Fieschi, um 1681, (urspr. für die Sakristei der Kirche San Filippo Neri, Genua) Kirche San Francesco, Genua Bolzaneto
- Freskendekor (um 1683) im Chorraum von San Leonardo, Genua
- Tod des Alessandro Farnese, um 1685, Museo archeologico nazionale, Neapel
- Triumph des Alessandro Farnese, um 1685, Museo civico di Palazzo Farnese, Piacenza
- Salvator Mundi, 1686, (urspr. für die Kapuzinerkirche in Lerici) Gemeindekirche in Sarzanello
- Fresken (1686–89) in der Kirche Sant‘ Andrea, Genua
- Dekoration mit Deckenfresken Herbst und Winter, 1688, Palazzo Rosso, Genua
- Altarbild Der hl. Ignatius in Kontemplation vor Jesus und Fresken in der Cappella di Sant‘Ignazio, Chiesa dei SS Gerolamo e Francesco Saverio, Genua
- Jesus mit dem Kreuz erscheint der seligen Caterina da Genova, um 1688, Kirche San Filippo Neri, Genua
- Freskendekoration der Kirche San Luca, 1681–90/95 (unter starker Mitwirkung der Söhne Anton Maria und Paolo Gerolamo Piola)
- Der hl. Petrus heilt einen Krüppel, 1696, Familienkapelle der Sauli in Carignano
- drei Ölgemälde und Fresken (nach 1696) in der Cappella di San Diego in der Kirche SS. Annunziata del Vastato, Genua

### Zeichnerische Vorlagen zu Kupferstichen
- Die Madonna der Barmherzigkeit erscheint dem Bauern Botta, kupfergestochen von Giuseppe Testana, in: Francesco Maria Giancardi di Alassio: Augustissima apparizione della Gran Madre di Dio ad Antonio Botta, nell’inclita e fedelissima città di Savona, 1650
- Allegorie der Schriftstellerei und Liguriens, Frontispiz zu: Raffaele Soprani: Li scrittori della Liguria, e particolarmente della maritima, Genua, 1667
- Frontispize, gestochen von Giorgio Tasnière und Antonio de Pienne, für die gesammelten Werke von Emanuele Tesauro, Turin, 1670
- Frontispiz, gestochen von Giovanni Mattia Striglione, für: Padre Angelico Aprosio di Ventimiglia: Biblioteca Aprosiana, Bologna, 1671
- Allegorie der Künste, gestochen von Giorgio Tasnière, als Frontispiz für Raffaele Soprani: La vite de’ pittori, scoltori et architetti genovesi („Das Leben von Malern, Bildhauern und Architekten aus Genua“), Genua, 1674
- Maria Giovanna Battista, Förderin der Künste, gestochen von Antonio de Pienne, für die Doktorarbeit eines Mitglieds der Familie Vitale, Turin, 1675
- Frontispiz König Eridano präsentiert dem ägyptischen Gott Api den Stadtplan (von Turin), gestochen von Giorgio Tasnière, für: Historia dell’augusta città di Torino di Tesauro, Turin, 1679
- Frontispiz, gestochen von Giorgio Tasnière, für: Vita mirabile e dottrina santa de la Beata Catarinetta da Genova, Genua, 1681
- Frontispiz, gestochen von Giorgio Tasnière, für: Giacinto Parpera: Vita mirabile o sia varietà de successi spirituali osservate nella vita della B. Caterina, 1682
- Jeremia überreicht Judas Maccabäus die Heiligen Schriften, gestochen von Giorgio Tasnière, für die Doktorarbeit des Giacomo Natta, 1687 (?)
- Frontispiz für: Padre Parpera: La dama stabilita da Dio nella novena della beata Caterina da Genova, Genua, 1688
- Frontispiz, gestochen von Giorgio Tasnière, für: Tommaso Campora: Vita del padre Ippolito Durazzo della Compagnia di Gesù, Genua, 1690
- Frontispiz, gestochen von Giorgio Tasnière, für: Giovanni Francesco Dabray: Vita della madre Maria Geronima Durazza dell’ordine della Santissima Nunziata, 1691
- Die Heiligen Solutore, Avventore und Ottavio mit einer Ansicht der Stadt Turin, gestochen von Giorgio Tasnière, für (?): Carlo Giacinto Ferrero: Vita de’ Santi Martiri e primi protettori della città di Torino Solutore, Avventore e Ottavio, Turin, 1691
- Allegorie der Republik Genua, gestochen von Martial Desbois, für: Massimiliano Deza: Istoria della famiglia Spinola, Piacenza, 1694
- Die Hl. Familie mit einer Ansicht von Turin, gestochen von Giorgio Tasnière, 1696
- Kreuzigung mit Engeln und Symbolen der Passion, gestochen von Antonio Maria Amerigo, für: Giovanni Gregorio di Gesù Maria: Divinitas atque innocentia Domini Nostri Iesu Christi in sua passione, Genua, 1698
- Ignatius von Loyola mit zwei weiblichen Allegorien und dem Phoenix, gestochen von Giorgio Tasnière, für die Doktorarbeit des Ottavio Lagomarsino, 1700